# Deym Ben Najm
Deym Ben Najm (persiska: دیم بن نجم, Kāz̧emī-ye Seh, کاظمی سه) är en ort i Iran.   Den ligger i provinsen Khuzestan, i den västra delen av landet, 600 km sydväst om huvudstaden Teheran. Deym Ben Najm ligger 14 meter över havet och antalet invånare är 738.
Terrängen runt Deym Ben Najm är mycket platt. Runt Deym Ben Najm är det ganska tätbefolkat, med 144 invånare per kvadratkilometer. Närmaste större samhälle är Qajarīyeh-ye Yek, 8,9 km norr om Deym Ben Najm. Trakten runt Deym Ben Najm består till största delen av jordbruksmark.